# Microplitis brassicae
Microplitis brassicae är en stekelart som beskrevs av Muesebeck 1922. Microplitis brassicae ingår i släktet Microplitis och familjen bracksteklar. Inga underarter finns listade i Catalogue of Life.